# 3014 Huangsushu
3014 Huangsushu (1979 TM) là một tiểu hành tinh vành đai chính được phát hiện ngày 11 tháng 10 năm 1979 bởi Đài thiên văn Tử Kim Sơn ở Nam Kinh. Nó được mang tên Hoàng Thụ Thư, nhà thiên văn học và vật lý học Mỹ gốc Trung Quốc.